# Clifford Darling
Clifford Darling, (né le 2 juin 1922 à Acklins et mort le 27 décembre 2011 à Nassau), est un homme d'État, gouverneur général des Bahamas du 2 janvier 1992 au 2 janvier 1995.

## Biographie
Darling, est né à Acklins, travaille d'abord comme chauffeur de taxi et est secrétaire général et président du syndicat des taxis des Bahamas.
En 1958, il organise une grève générale.
Il est sénateur de 1964 à 1967, vice-président de la Chambre d'assemblée de 1967 à 1969, ministre d'État en 1969, ministre du Travail et du Bien-être social en 1971 et ministre du Travail et des Assurances nationales de 1974 à 1977. Il est président de la Chambre d’Assemblée de 1977 jusqu’à devenir Gouverneur général en 1992.
En 1977, il est fait chevalier. Il est membre du Parti libéral progressiste.
Il est décédé le 27 décembre 2011 à l' hôpital Princess Margaret après une longue maladie.